# Save Our Selves
Save Our Selves är en organisation som verkar för att ge ökad uppmärksamhet av global uppvärmning. De är arrangörer av pop- och rockkonserterna Live Earth. Organisationens grundare är Kevin Wall. Bland medlemmarna finns bland annat USA:s tidigare vicepresident Al Gore. Answer the Call är organisationens slogan.